# La Place royale
Pour la pièce de théâtre, voir La Place Royale ou l'Amoureux extravagant.
Pour les articles homonymes, voir Place Royale.
La Place Royale est une revue française ayant existé de 1982 à 1998, et une maison d'édition depuis 1986.

## Revue
La revue est fondée en 1982 par Henry Montaigu.
Éditée par la Société de presse 987, elle est dirigée de 1991 à 1998 par Frédéric Luz (qui dirige également la maison d'édition éponyme). Elle a aussi possédé, à l'instigation de Gérard Wetzel, une antenne à Nancy.
Elle se présente comme une revue de « combat pour la France », ayant pour objet « la vocation spirituelle de la France ». La Place Royale ne se présente pas comme une revue engagée politiquement bien que son fondateur fût favorable à certaines idées royalistes,,.
Elle propose des contributions sur la tradition au sens de René Guénon,, les symboles, le christianisme, l'ésotérisme, la spiritualité. Une Lettre de La Place Royale paraît aussi jusqu'en 1988.
Le dernier numéro de la revue paraît en 1998.

## Maison d'édition
La Place Royale est aussi depuis 1986 une maison d'édition dirigée par Frédéric Luz. Elle a publié une vingtaine d'ouvrages consacrés à l'histoire et à la spiritualité dans les collections « D'azur et d'or », « Les Calenders », « Contradictions » et « Recouvrance : études, essais, méditations ».
Quelques auteurs publiés : Philippe Barthelet, Jean Borella, Christian Charrière, François-René de Chateaubriand, Hésiode, Joseph-Charles Mardrus, Philippe de Saint Robert, Frithjof Schuon, Gustave Thibon.